# ویلهلم روکس
ویلهلم روکس (انگلیسی: Wilhelm Roux؛ ۹ ژوئن ۱۸۵۰ – ۱۵ سپتامبر ۱۹۲۴ (۷۴ ساله)) دانشمند در زمینه کالبدشناسی بود.